# Марне (Німеччина)
Марне (нім. Marne) — місто в Німеччині, розташоване в землі Шлезвіг-Гольштейн. Входить до складу району Дітмаршен. Складова частина об'єднання громад Марне-Нордзе.
Площа — 4,83 км2. Населення становить 5947 ос. (станом на 31 грудня 2020).

## Галерея

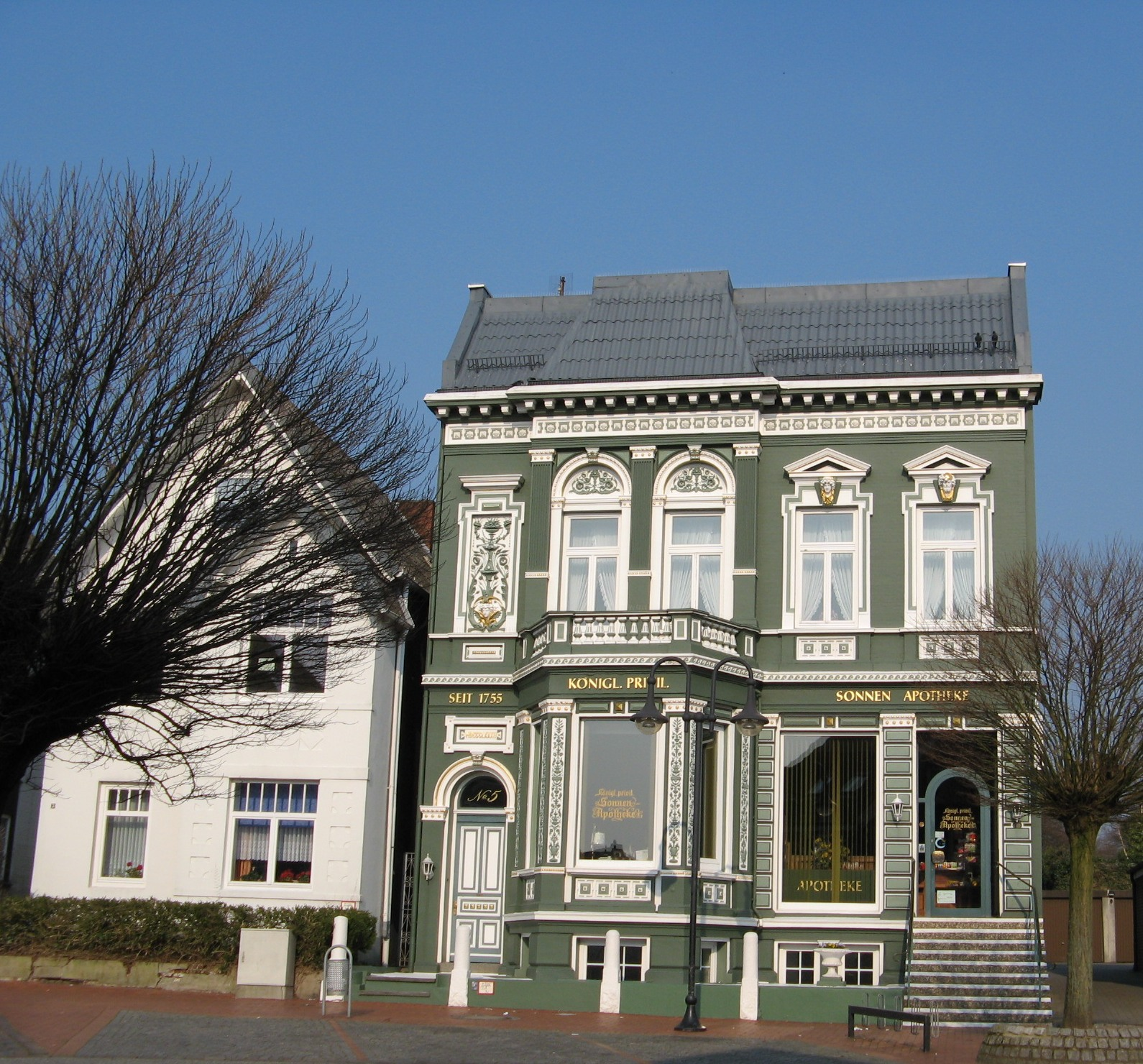
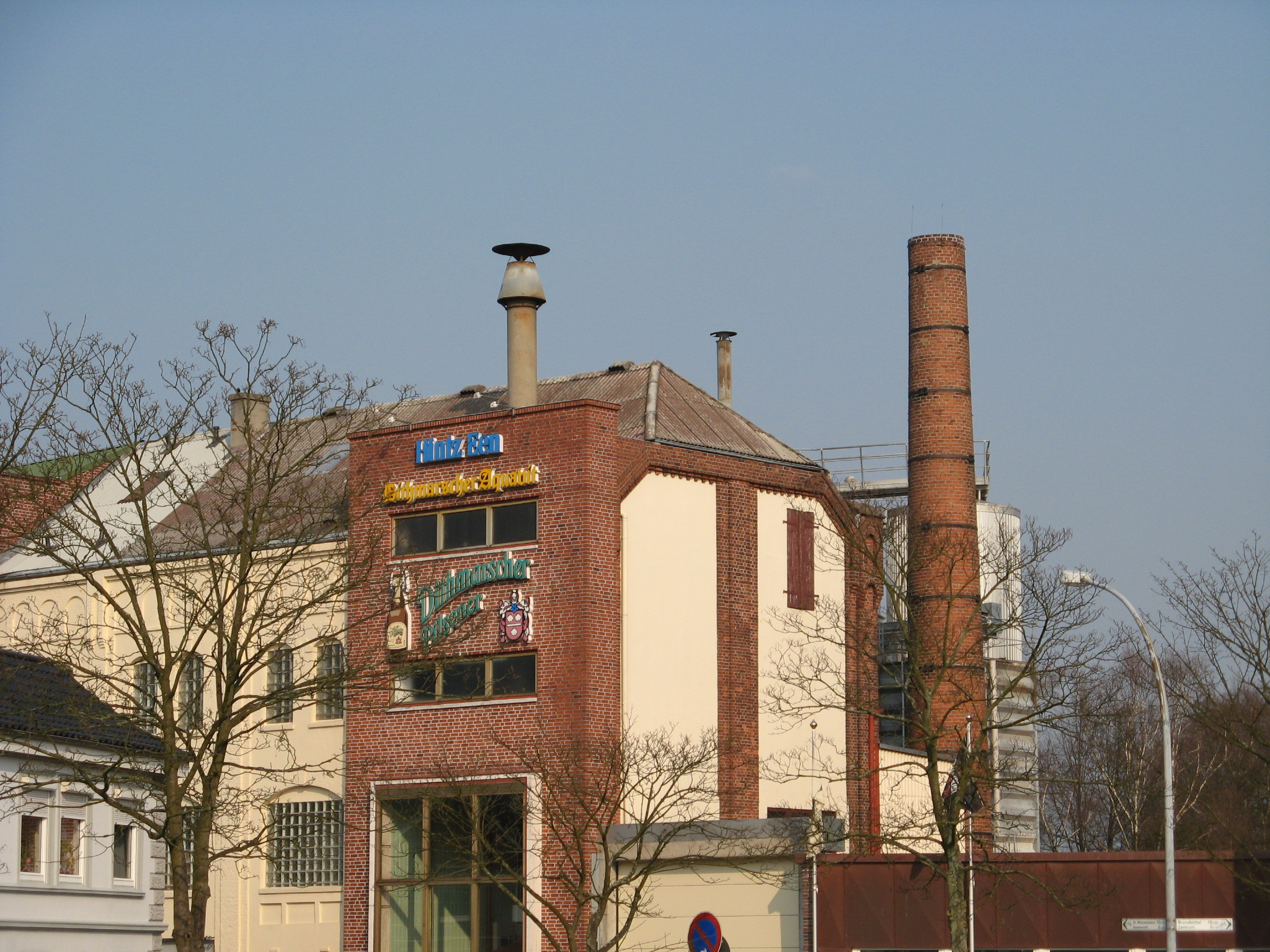